# Закшево (Плоцький повіт)
Закшево (пол. Zakrzewo) — село в Польщі, у гміні Бельськ Плоцького повіту Мазовецького воєводства.
Населення — 93 особи (2011).
У 1975-1998 роках село належало до Плоцького воєводства.

## Демографія
Демографічна структура станом на 31 березня 2011 року:
|          | Загалом | Допрацездатний вік | Працездатний вік | Постпрацездатний вік |
| -------- | ------- | ------------------ | ---------------- | -------------------- |
| Чоловіки | 44      | 6                  | 32               | 6                    |
| Жінки    | 49      | 8                  | 24               | 17                   |
| Разом    | 93      | 14                 | 56               | 23                   |